# Breviarium

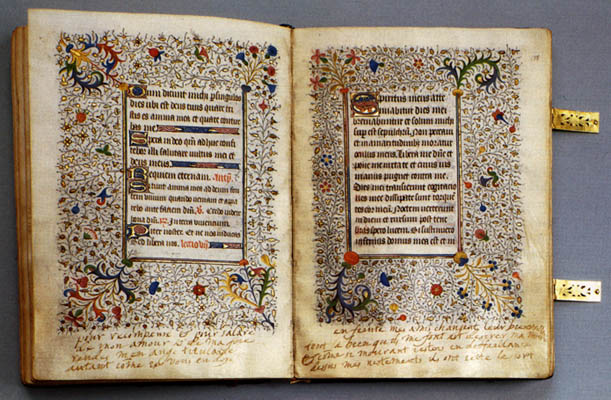
Maria Stuarts personliga breviarium.

Breviarium (efter Breviarium Romanum) är en andaktsbok, särskilt tidegärdsbok. Vanligen avses den bönbok, vari den romersk-katolska tidegärden återfinns. 
Till följd av sina förflyttningar kom den romerska kurian under medeltiden att behöva en praktisk samling av tidegärdens olika delar (antifonerna, psaltarpsalmerna, hymnerna, responsorierna, läsningarna) i en enda bok. Denna blev med tiden allmän bland präster och ordensfolk i den latinska riten. Man kallade den breviarium av latinet brevis (kort), och så småningom gjorde den romersk-katolska kyrkan begreppet officiellt. Breviaret utgör således en av den latinska ritens officiella liturgiska böcker jämte missalet (till exempel Missale romanum), pontifikalet, det biskopliga ceremonielet (Ceremoniale episcoporum) och ritualet, som jämte riterna för somliga sakrament (dop, bröllop och sista smörjelsen – även kallad de sjukas smörjelse) innehåller de vanligaste välsignelserna samt andra sakramentalier.
Den romersk-katolska tidebönen reformerades av Andra Vatikankonciliet, varvid breviariet fick namnet Liturgia horarum (i fyra band). Den svenska versionen av den förnyade tidebönen har titeln Timmarnas liturgi och publicerades i fyra volymer i november 2021.
Under inflytande av de olika lutherska och anglikanska högkyrkorörelserna, som alltid värnat om att föra vidare den romersk-katolska traditionen, spreds begreppet breviarium bortom den katolska kyrkans gränser.